# Joe Kubert
Joe Kubert (ur. 18 września 1926 w Jezierzanach, zm. 12 sierpnia 2012 w Morristown) – amerykański rysownik oraz scenarzysta komiksowy, a także nauczyciel pochodzenia polskiego. Założyciel The Kubert School w Dover w stanie New Jersey.

## Życiorys
Urodził się w rodzinie żydowskiej w Jezierzanach w południowo-wschodniej Polsce (obecnie Ukraina). Był synem Etty (z domu Reisenberg) i Jacoba Kuberta. Kiedy miał dwa miesiące, jego rodzice wyemigrowali do Nowego Jorku w Stanach Zjednoczonych wraz z rodzicami. Wychowywał się w dzielnicy East New York. Już w młodym wieku, zachęcany przez rodziców, zaczął rysować.
W wieku 12 lat MLJ Publications przydzieliło mu zadanie wykonania tuszu na niektórych stronach „Archie” Boba Montany. Następnie uczęszczał do High School of Music of Art, gdzie jego kolegą z klasy był Alvin Hollingsworth.
Pracował nad wieloma tytułami, takimi jak: Johnny Quick, Dr. Fate, Hawkman, Zatara, Newsboy Legion, The Flash, The Vigilante i Sargon the Sorcerer. Przez lata 40. pojawiał się także w komiksach wydawnictw Fiction House, Harvey i Timely. Po odbyciu służby wojskowej (1950–1952) publikował historie w EC, Lev Gleason i Timely-Atlas, często z kolegami Normanem Maurerem i Carlem Hubbellem. Ilustrował również komiksy wojenne dla EC, pisane przez Harveya Kurtzmana. Później został redaktorem naczelnym St. John Publications, gdzie stworzył Tor i nadzorował pierwsze komiksy 3-D (w których wystąpił m.in. Mighty Mouse) z Normanem i Leonardem Maurerem. W 1976 założył Joe Kubert School of Cartoon and Graphic Art w Dover w stanie New Jersey.
W 1991 wykonał tusz do jednego z odcinków Punishera swojego syna Andy'ego i stworzył Abraham Stone dla Marvela i byłej jugosłowiańskiej agencji Strip Art Features. Kolorystą Abrahama Stone'a był Bojan Kovacevic. W tym samym roku wrócił do tworzenia Tor dla Atomeka Press, a później Epic Comics. W 1994 połączył siły z Dougiem Murrayem, z którym stworzył wojenny komiks Night of Hell dla serii Medal of Honor Special w Dark Horse, a także River of Blood dla serii Punisher War Zone w Marvelu.
W 2001 narysował The Lonesome Rider, historię klasycznego włoskiego westernu Tex Willer, wydaną przez Bonelli i dystrybuowaną przez SAF. Od połowy lat 2000. był artystą dla PS Magazine, publikacji United States Army. W 2003 stworzył powieść graficzną Yossel: april 19, 1943, a w 2005 Jew Gangster. Powrócił do Tor z mini-serią Tor: A Prehistoric Odyssey w 2008.
Zmarł 12 sierpnia 2012 na szpiczaka mnogiego. W 2008, przed nim, zmarła jego żona Muriel.